# Pariu cu viața
Pariu cu viața este primul serial muzical românesc difuzat pe canalul Pro TV. Are în prim-plan povestea de dragoste dintre Ioana Popa (Alina Eremia) și Andrei Anghel (Dorian Popa). Cei doi, Ioana și Andrei, sunt elevi in ultimul an la Colegiul Național de Arte din București. Sunt îndrăgostiți și fericiți.... sau cel puțin așa crede Ioana, până în momentul în care află ca a fost ținta unui pariu pus de Andrei și de un amic de al său, Cristi (Raphael Tudor) la începutul anului școlar. Ceea ce  nu înțelegea nimeni este faptul că Andrei s-a îndrăgostit cu adevărat de Ioana.
Profund dezamăgită, Ioana își găsește refugiu în muzică, în trupa pop-rock Lala Band, un club de muzica înființat de noua profesoară de teorie muzicala, Raluca (Adela Popescu), fiica directorului. 20 de elevi talentați alcătuiesc trupa „Lala Band”, toții având în comun pasiunea pentru muzica, aceștia își doresc să umple stadioane. Pe 28 martie 2022, Pro Gold a anunțat că va redifuza serialul, odată cu revenirea la numele inițial din 2012, Acasă Gold.

## Sinopsis

### Sezonul 1
- Ioana a crescut într-o familie săracă, alaturi de tatăl său, Gică Popa (Radu Gabriel) și mama sa vitrega Tănțica (Elvira Deatcu) și cu cei doi frați, Gio (Georgiana Drumen, fiica biologică a lui Gică) și Rafael (Levent Săli). Plini de umor și puși mereu pe distracție, Gică și Tănțica trăiesc după principiul că „Educația nu este importantă, doar banii contează”.
- Andrei este un tânăr carismatic care provine dintr-o familie ce pare perfectă. Adevărul iese la  suprafață atunci când Anca (Cristina Ciobănașu), sora lui, are nevoie de un transplant de rinichi și atunci se află că Andrei nu este copilul familiei Anghel.
- Mara Crăciun (fosta Anghel) (Carmen Tănase) și Sandu Anghel (Doru Ana) realizează că în urmă cu 17 ani, le-a fost schimbat copilul la maternitate  în timpul unui incendiu care a devastat spitalul. Din acest moment, începe o căutare contra cronometru a adevăratului copil al familiei Anghel, copilul care ar putea salva viață Ancăi.
- Ioana a dorit să facă un test ADN pentru a află dacă Gică Popa (Gabriel Radu) este tatăl ei, dar rezultatul este negativ. Descoperind că a fost schimbată la naștere cu Andrei, se decide să îi  doneze rinichiul Ancuței. Sara a vorbit cu Johnny (un om influent), cel care a trimis-o pe Ioana la produs. El i-a promis că va face o trupă și să mai vorbească cu câteva fete. Sara, Ioana, Anca, Laura și Andrada au fost să se întâlnească cu un impresar străin, urcând în mașină cu trei bărbați. Merseră cu mașină până ieșiseră din București, opriseră mașina și le-a luat telefoanele fetelor dar nu și pe al Ioanei. Mama Ioanei, Mara Anghel, o sunase și acei bărbați din mașină auziseră telefonul și fetele fără să vrea să îl dea  le duseră în pădure, unde Ioana pe ascuns îi trimise lui Andrei un mesaj în care scria „Suntem pe drumul spre Constanța. Ajutor.” Iar Andrei și Vlad împrumutaseră motorul de la vecinul lui Andrei. Când ajunseră lângă o mașină parcată lângă pădure și văzură un om lângă ea. Ieșiră și ceilalți și se luară la bătaie până când a venit poliția. I-au prins pe acei bărbați și îi duseră la închisoare. Sara era supărată că Andrei s-a interesat doar dacă e bine Ioana și ei nu i-a spus nimic. Sara a dat vina pe el știind că ele au fost duse la produs și nu făcuse nimic. Dar nu a fost adevărat. Ioana a crezut-o pe Sara și s-a supărat pe Andrei, plecând cu Vlad. Ziua următoare Andrei se certase cu Sara. Colegii și prietenii lui Andrei și Ioana le cântaseră o melodie prin care le spun că sunt făcuți unul pentru celălalt. Se împăcară și se sărutară, și le cânta și ei un cântec prietenilor lor. La urmă Ioana mersese să vorbească cu Vlad și Andrei să o ducă pe Gio acasă, dar ei au fost atacați de doi oameni cu măști pe față. Gio a reușit să fugă iar Andrei a fost înjunghiat.
- Un miracol a făcut ca Andrei sa se trezească din comă, chiar in noaptea de Craciun.

### Sezonul 2
- În sezonul al 2-lea, care a început pe 6 februarie 2012, există două personaje noi, o fată nouă (Cora, interpretată de Iuliana Matei[1], un personaj care fusese episodic în primul sezon și care a devenit principal în al doilea sezon) și o doamnă care a venit din Iași ca polițistă (Zâna Craciun, sora Marei, interpretată de Teo Trandafir). Diana era cât pe ce să se sinucidă pe un pod, dar s-a întors și nimic nu sa întâmplat. Fata nouă (Cora) voia să intre în trupa Lala Band pentru a o da afară pe Ioana din trupă și pentru că acest lucru, să înrăutățească relația Ioanei și a lui Andrei. Corei îi este rușine de cum e, crezând că e urâtă și timidă, dar, fiindcă are o voce de aur, Andrei o ajută să intre în club, descoperindu-i vocea întâmplător, chiar dacă se știau din clasa a 9-a (Cora a apărut și în al 2-lea episod din primul sezon la auditiții) și au vorbit o singură dată până atunci. Ioana o aude cântând și devine geloasă. Andrei o convinge că nu e nimic între el și Cora. Andrei orbește din cauza unui drog care l-a luat inconștient, crezând că e apă (drogul i-a fost pus de mâna dreaptă a unui tip pe nume Johnny Cămătarul), dar își revine.
- Trupa Lala Band are un nou membru, Liviu de la Vocea României.
- Pe data de 2 aprilie 2012, a fost difuzat cel mai dramatic episod de până acum, tatăl lui Răzvan (Ion Cincasciuc) intră în sala de repetiții a trupei Lala Band. În acel timp câțiva băieți tocmai făceau un videoclip pentru o nouă piesă. Când Răzvan l-a văzut pe tatăl său s-a enervat, răstindu-se la el să îl lase în pace, dar tatăl său l-a lovit și în acel moment a intervenit Vlad care a fost împușcat de el. Toată lumea a început să urle și erau speriați. În acest timp, Ioana și Liviu erau într-o altă sală clarificând situația dintre ei, iar Andrei caută o soluție de a-și rezolva problema în legătură cu drogurile (tatăl lui a fost acuzat de trafic de droguri). Cand Ioana mergea cu Liviu spre sala in care se aflau și ceilalți ea vorbea cu Andrei la telefon și nefiind atentă la ceea ce se întâmplă a intrat în sală. Nu mai putea ieși, și atunci tatăl lui Răzvan a mai tras o dată cu pistolul, ceea ce a auzit și Andrei prin telefon și în acel moment a pornit spre liceu. După mult timp și cu mult chin Ancuța a reușit să îl scoată afară pe Vlad (el fiind resuscitat și dus la spital) iar apoi a intrat Raluca în sală, pentru că doar ea îi putea salva pe copii deoarece tatăl lui Răzvan voia să se răzbune pe ea pentru că l-a luat pe Răzvan de la el din motiv că îl bătea și din păcate a împușcat-o și pe ea. În acel moment, Andrei și Dima au reușit să ia pistolul de la el, care a ajuns la Răzvan, care l-a și împușcat. După o săptămână, Vlad a fost scos de la terapie intensivă și a fost pus într-o altă rezervă. Când Anca l-a văzut s-a bucurat foarte mult (ea și Vlad sunt împreună, fiind și cei mai buni prieteni). Raluca a rămas surdă în urma operației pe care a avut-o. Trupa se gândește să îi facă o surpriză și se duc la ea în salon și îi cântă o melodie punând boxele în fața ei pentru a simți vibrația, însă ea începe să plângă. Răzvan se simte vinovat și crede ca el e cauza tuturor problemelor, dar prietenii lui îl consolează și îl fac să se simtă mai bine.
- După ce Gică a fost dat afară de la poliție din cauza faptului că se crede că a făcut trafic de droguri (ceea ce nu este adevărat, deoarece Rafael umbla cu drogurile de fapt) Gică a fost angajat de fratele lui Vasile, ca paznic în liceul unde studiază copiii lui. El încearcă să o convingă pe Tanța să se căsătorească cu el (ea fiind a doua lui soție, prima fiind mama lui Andrei care a murit) dar ea refuză pe motiv că el nu are de lucru.
- Monica începe să fie tot mai geloasă pe Sara, deoarece este împreună cu Dima. Dima și Monica s-au despărțit în urma decesului copilului nenăscut al lor. Dima voia să fie sigur că Monica era însărcinată cu el așa că a făcut un test ADN, în urma căruia copilul a murit. Ștefan merge să se opereze în Viena, în urma accidentului pe care l-a suferit (a căzut de la înălțime). Pentru aceasta operație profesoara Andreea i-a ajutat să strângă bani, și tot din această cauză profesoara Raluca și Lala Band s-au distanțat. Tatăl Ancuței și al Ioanei s-a decis să plece.
- Sofia și Cristi sunt împreună, Bubu fiind foarte gelos, iar Vlad mai suferă o operație deoarece se pare că s-a produs un chiag de sânge lângă inimă, Ancuța fiind din nou devastată. Vlad și-a revenit, trecând cu bine peste operație, Anca fiind foarte fericită. Vlad și profesoara Raluca au ieșit din spital. Anca îi cheamă de Paște, pe toți la ea acasă pentru a sărbătorii împreună. Cristi îi pune casa la dispoziție lui Vlad pentru a avea cel mai tare majorat. Mara a vândut casa, dar ceea ce ea nu știe e că si-a vândut casa lui Sandu Anghel, dostul soț. La petrecerea lui Vlad a fost invitată și Doris (una dintre colegele lui), Vlad a dansat cu ea, iar Anca a devenit foarte geloasă. Bogdan (colegul care a avut probleme cu drogurile) i-a pus droguri în băutură lui Vlad iar el fără să știe ce face sa culcat cu Doris și au fost vazuti de Anca. Vlad și Anca s-au despărțit. Andrei a început să lucreze pentru Johnny Cămătarul, iar asta la făcut să se schimbe foarte mult. După ce Ioana s-a sărutat cu Liviu, Andrei a luat-o pe Ioana afară să vorbească cu ea, dar a venit și Liviu și s-au certat. Când să plece acasă, a sunat pe Johnny să se ducă la el, că are o treabă foarte importantă. Andrei a plecat lăsând-o pe Ioana singură, Liviu a condus-o acasă, nu după mult timp a venit și Anca cu Vlad. După un anumit timp Anca și Vlad s-au împăcat descoperind ca de fapt Bogdan l-a drogat și nu s-a culcat cu Doris din dorință proprie. Vlad a impresionat-o pe Anca, venind în fața casei ei cu trupa Holograf și cântând „Să nu-mi iei niciodată dragostea” mai apoi împăcându-se, devenind cuplul cel mai îndrăgit din serial. În ultimul episod, Raluca este dusă la produs de Johnny Cămătarul, iar din cauza sperieturii îi revine auzul. Andrei ajută poliția să îl prindă pe Johnny (care era urmărit de 6 ani), acesta fiind găsit mort. Tot atunci a avut loc și concertul de la Sala Palatului unde au fost peste 5.000 de oameni toți mari fani ai trupei Lala Band. În ultima zi de liceu, toți erau îmbrăcați în robe, oarecum triști fiindcă se termina liceul unde s-au îndrăgostit, unde s-au împrietenit, chiar Ioana spunând toate acestea. Seara a avut loc balul de absolvire, toți erau îmbrăcați foarte frumos. S-au cântat melodii care au fost prezente în episoadele din sezonul al II-lea, iar câteva cupluri au dansat pe alte melodii.Andrei și Ioana se împacă și toți sunt fericiți. Episodul se încheie cu trupa Lala Band cântând o melodie foarte frumoasă (noua lor melodie, „Hey you”). Și așa s-a terminat și sezonul al II-lea, dar să nu uităm că va urma alt sezon în toamnă!

### Sezonul 3
- Trupa Lala Band se reunește pentru noi concerte și distracție. Încep printr-o vacanță la Mamaia, la mare. Ei fac un spectacol de vară.
- Ioana și Andrei, care sunt cuplul principal, își continuă povestea de dragoste, și Anca și Vlad, un cuplu principal foarte drăguț. Monica și Dima, Sara și Cristi, Sofia și Bubu, cupluri care vor trece prin multe încercări, rămâne de văzut dacă vor ramane nedespărțiți. Anca se pierde noaptea în apă și Vlad o caută, dar spre sfârșit o găsește. Mai târziu, Andrei și Sofia pleacă în America, iar Ioana și Bubu sunt dezamăgiți. Totodată sunt răpiți de către „cel mai mare fan al lor”, Dragoslav. Le dă drumul prin pădure pentru a îi vâna. George, un băiat care lucrează pentru poliție, lucrează sub acoperire pentru Dragoslav pentru a îl aresta. Anca este prinsă și adusă la ceilalți. La drum, ei sunt prinși de Dragoslav. Vlad disperă fiindcă nu știe de Anca. Ea iese din mașină cu o bombă legată de ea. Vlad încearcă să dea jos bomba dar nu poate. Vlad o îmbrățișează pe Anca, George apasă pe buton și bomba explodează în câteva minute. George a pus bomba în copac și Anca nu a murit. După ceva timp, se întoarce Sofia din America, iar Liviu află că este infectat cu HIV.
- Sofia și Rafael formează un cuplu. La ziua Ioanei, Anca leșină, din cauza unei infecții la rinichi. Peste puțin timp, intră în comă profundă. Vine Andrei din America și rămâne definitiv în România. Un miracol de Crăciun o readuce la viață pe Anca. Ioana zice ca nu mai simte nimic pentru Andrei, și vrea să-l facă să sufere, chiar dacă încă îl iubește, așa cum a făcut-o el, prefăcându-se îndrăgostită de Liviu.

## Distribuție și persoanje
- Alina Eremia o interpretează pe Ioana Popa (Anghel), fiica Marei Crăciun și a lui Sandu Anghel. Ioana este pasionată de muzică și visează să ajungă o cântăreașă cunoscută. Împreună cu Andrei, iubitul său  și colegii lor de liceu, face parte din trupa Lala Band, alături de care reușește să cunoască succesul. În sezonul 3, după ce Andrei o părăsește pentru a pleca la facultate în SUA, Ioana se apropie de Liviu, formând cu acesta un cuplu, până la finalul sezonului 4, când se împacă cu Andrei, întors în sezonul 3 în țară.
- Dorian Popa îl interpretează pe Andrei Anghel (Popa), fiul lui Gică Popa (Radu Gabriel) și iubitul Ioanei (Alina Eremia). Crescut în familia Anghel până la 18 ani, Andrei descoperă ca a fost schimbat la naștere cu Ioana. După ce fac schimb de familii, acesta trebuie sa se adapteze la obiceiurile si viața noii sale familii. Pentru a-și ajuta unchiul, procurolul Vasile Popa (Ion Ion) Andrei se infiltrează în anturajul cămătarului Johnny (Cătălin Câțoiu). În sezonul 3, acesta pleacă la facultate în SUA, dar se întoarce definitiv de Crăciun, pentru a fii alături de apropriatii săi, și de Anca, aflată în comă.
- Cristina Ciobănașu o interpretează pe Anca Anghel, sora biologică a Ioanei și iubita lui Vlad. Anca este mezina trupei Lala Band, fiind poreclită „pitic”. În primul sezon, Ioana îi donează un rinichi.
- Vlad Gherman îl interpretează pe Vlad Stănescu, iubitul Ancăi și membru al trupei Lala Band. În primul sezon, Vlad este îndrăgostit de Ioana, cauzând probleme relației ei cu Andrei. În sezonul 2 este luat în plasament de Mara și începe o relație cu Anca. Dj la ProFM, Vlad este un băiat muncitor care își dorește o carieră în muzică.
- Carmen Tănase o interpretează pe Mara Crăciun (fostă sotie a domnului Anghel), mama biologică a Ioanei și a Ancăi și mama adoptiva al ui Vlad.
- Elvira Deatcu o interpretează pe Tănțica Cercel, concubina lui Gică, mama lui Rafael și a Georgianei (Gio,fiind copil lui Gica și al ei). Fire impulsivă și sensibilă, Tănțica este foarte afectată de moartea fiicei sale de doar 12 ani, Gio.
- Radu Gabriel îl interpretează pe Gică Popa, tatăl biologic al lui Andrei și al Georgianei. Rămas văduv la nașterea fiului său, Gică încearcă să facă tot ce îi stă în putință pentru familia sa. În sezonul 2, după moartea fiicei sale, Gio, încearcă sa se razbune prin toate metodele posibile pe Sandu, cel pe care îl consideră vinovat, chiar dacă poliția nu are nicio dovadă. În sezonul 4, Gică o părăsește pe Tănțica și pleacă din oraș, unde se însoară.
- Doru Ana îl interpretează pe Sandu Anghel, tatăl biologic al Ioanei și al Ancăi. În sezonul 2, îngropat de datorii la cămătari, și încercând să facă rost de bani, o omoară pe Gio, împușcând-o mortal.
- Marin Moraru îl interpretează pe Silviu Crăciun, bunicul Ioanei și al Ancăi, directorul spitalului municipal Bucuresti.
- Adela Popescu o interpretează pe Raluca Dumitrescu, profesoară de teorie muzică în liceul unde învață cei din Lala Band, tot odata fondatoarea trupei și fiica directorului.
- Radu Vâlcan îl interpretează pe Tudor Neacșu, profesor de sport la liceul de arte din București. În sezonul 4, Tudor devine noul director al liceului și împreună cu Raluca adoptă o fetiță, Mia.
- Sore Mihalache o interpretează pe Sara Năstase, colegă de clasă cu Ioana și Andrei, și membră a Lala Band. Sara este fosta iubită a lui Andrei și principala piedică în relația acestuia cu Ioana. În sezonul 4 are problema cu substanțele interzise (droguri).

## Episoade
| Sezonul | Sezonul | Episoade | Episoade | Premiera TV        | Premiera TV       |
| Sezonul | Sezonul | Episoade | Episoade | Prima transmisie   | Ultima transmisie |
| ------- | ------- | -------- | -------- | ------------------ | ----------------- |
|         | 1       | 13       | 13       | 12 septembrie 2011 | 24 decembrie 2011 |
|         | 2       | 17       | 17       | 6 februarie 2012   | 28 mai 2012       |
|         | 3       | 15       | 15       | 16 septembrie 2012 | 24 decembrie 2012 |
|         | 4       | 12       | 12       | 13 martie 2013     | 5 iunie 2013      |

## Premii și nominalizări
| An   | Premiu            | Categorie                   | Nominalizat    | Rezultat     | Refs  |
| ---- | ----------------- | --------------------------- | -------------- | ------------ | ----- |
| 2012 | Premiile TV Mania | Cel mai bun serial românesc | Pariu cu viața | Câștigat     | [ 2 ] |
| 2013 | Premiile TV Mania | Cel mai bun serial românesc | Pariu cu viața | Nominalizare | [ 3 ] |

## Difuzare internațională
| Tara    | Titlul adaptat            | Canal           |
| ------- | ------------------------- | --------------- |
| Bolivia | Apuestale a la Vida       | Red ATB         |
| Italia  | Una scommessa con la vita | Babel TV        |
| Mexico  | Apuesta por la vida       | TIIN TV         |
| Moldova | Pariu cu viața            | Pro TV Chișinău |